# Neochrysoprasis zajciwi
Neochrysoprasis zajciwi är en skalbaggsart som beskrevs av Franz 1969. Neochrysoprasis zajciwi ingår i släktet Neochrysoprasis och familjen långhorningar. Inga underarter finns listade i Catalogue of Life.